# バギール
バギールは、イスラエルの男性用スーツブランド。

## 概要
最新のテクノロジーと環境への配慮を重視した、21世紀のスーツ革命を目指す企業。ブランドコンセプトは、「着ていて楽しく・人に気持ち良く・環境に優しく」。
自社工場を持つブランドのため生地や裏地、芯地まで研究・開発が可能。小売業ではなく、ものづくりやコンセプト・デザインの提案、素材開発などを行う『グローバル・イノベーション・テーラリング』と自社を位置づける。
小国であるイスラエルがビジネスで成功するためには、世界を視野に入れることが必要不可欠であるというのがCEOの持論。バギール自身も各国大手小売企業のOEM生産を手がけている。
軍事産業のイメージが強いイスラエルだが、実はIT、ナノテク、プラスチックなどの開発でも最先端の国。また、仏ブランドであるLANVINのアルベール・エルバスを筆頭としたエレガントなデザイナー達も多く輩出している国でもある。国の特性を生かし、デザイン・機能ともに顧客満足度の高いスーツの製造に注力している。

## OEM生産先
- マークス&スペンサー（Marks and Spencer、英）
- J.C.ペニー（J.C. Penny、米）
- ブルックス・ブラザーズ（Brooks Brothers、米）
- ザ・リミテッド（The Limited、米）

## 製品（スペック）
バギールの製品は基本的に下記のスペックを複数組み合わせたもの。コンセプトルームで自分のライフスタイルに適したスペックを選択するオーダーも可能。
1. Breathable：スーツ自体が呼吸し清涼感をキープ
2. StainResistant：汚れをはじき染みにならない
3. washable：汗をかいたらそのまま洗濯機へ
4. Flexible：人の動きに合わせ伸縮自在で快適
5. Tumble dry：乾燥させればニュースーツ
6. Highly Ventilated：抜群の通気性で清涼感キープ
7. Crease Registant:クリース（ズボンの折り目）レジスタント（防止）
8. PocketMax：何を入れてもスタイルは崩れない
9. Durable：テクノ素材でロングライフ実現
10. RainResistant：雨の日でもレインコートは不要
11. Moisture Management：汗をすばやく蒸発させいつでも快適
12. Space：アストロノーツ（宇宙飛行士）も使用する外気温調整機能
13. Music Styele：iPodを着こなす

### MWTDスーツ
3と5と7のスペックを搭載したMWTD（Machine Washable Tumble Dry）スーツは、自宅の洗濯乾燥機使用OK。石油を使う地球に優しくないドライクリーニング反対ということで開発されたスーツ。
2003年にエリザベス2世女王より"Queen’s Award for Enterprise Innovation”を受賞している。
素材：ウール43%、ポリエステル53%、特許技術素材のライクラ4%

### iPodジャケット
胸元にiPodコネクタ付。&内ポケットに布製のボタンがとりつけられているジャケット。 布製ボタンでiPodのコントロールが行える。 カシミア混ウール素材だが、洗濯機で洗え防シワ加工もしてある。

### エアロフレックス
伸縮性のある裏地で、ジャージのように動きやすいスーツ。
右袖には、「Suica（スイカ）」や「PASMO（パスモ）」等の電子カードを収納できる隠しポケット付。デザインは、シルバー光沢を放つヘリンボーン織（杉綾織）でシルク混ウール素材。

### リサイクルジャケット
使われている素材はほぼすべて再生可能な繊維原料で、100%の有機綿や竹、ボタンには象牙ヤシなど。再利用のポリエステルを使ったジャケットは、もう一度ポリエステル素材に還元できるようなリサイクルシステムが用意されている。

## 日本進出
基本スタンスが小売専門店とのタイアップだったため今まで旗艦店を持たなかったバギール。が、アジア進出の拠点として海外初のフラグシップを2007年日本の六本木に構えた。同年に日本とイスラエル合資のバギール・ジャパンも設立（代表取締役社長：加賀美由加里）。
このフラグシップは、スタンリー・キューブリックの監督作品「2001年宇宙の旅」をイメージされており宇宙船のような外観が東京ミッドタウンの新エリアで目立つ存在となっている。